# Volební obvod St. Gallen
Volební obvod St. Gallen (německy Wahlkreis St. Gallen) je jedním z 8 volebních obvodů v kantonu St. Gallen ve Švýcarsku, které vznikly podle nové ústavy kantonu St. Gallen z 10. června 2001. Tyto volební obvody již neplní žádné úkoly kantonální správy. Volební obvod St. Gallen vznikl k 1. lednu 2003 a skládá z bývalých okresů St. Gallen a Gossau a jedné obce z bývalého okresu Rorschach (Eggersriet).

## Seznam obcí
| Znak         | Název obce   | Počet obyvatel (31. 12. 2023) | Rozloha (km²) | Hustota zalidnění (obyv./km²) |
| ------------ | ------------ | ----------------------------- | ------------- | ----------------------------- |
| Andwil       | Andwil       | 2128                          | 6,31          | 337                           |
| Eggersriet   | Eggersriet   | 2475                          | 8,90          | 278                           |
| Gaiserwald   | Gaiserwald   | 8609                          | 12,63         | 682                           |
| Gossau       | Gossau       | 18 454                        | 27,51         | 671                           |
| Häggenschwil | Häggenschwil | 1431                          | 9,07          | 158                           |
| Muolen       | Muolen       | 1257                          | 10,33         | 122                           |
| St. Gallen   | St. Gallen   | 78 213                        | 39,38         | 1986                          |
| Waldkirch    | Waldkirch    | 3544                          | 31,34         | 113                           |
| Wittenbach   | Wittenbach   | 10 026                        | 12,20         | 822                           |
| Celkem (9)   | Celkem (9)   | 126 137                       | 157,67        | 800                           |